# Dora Dolz

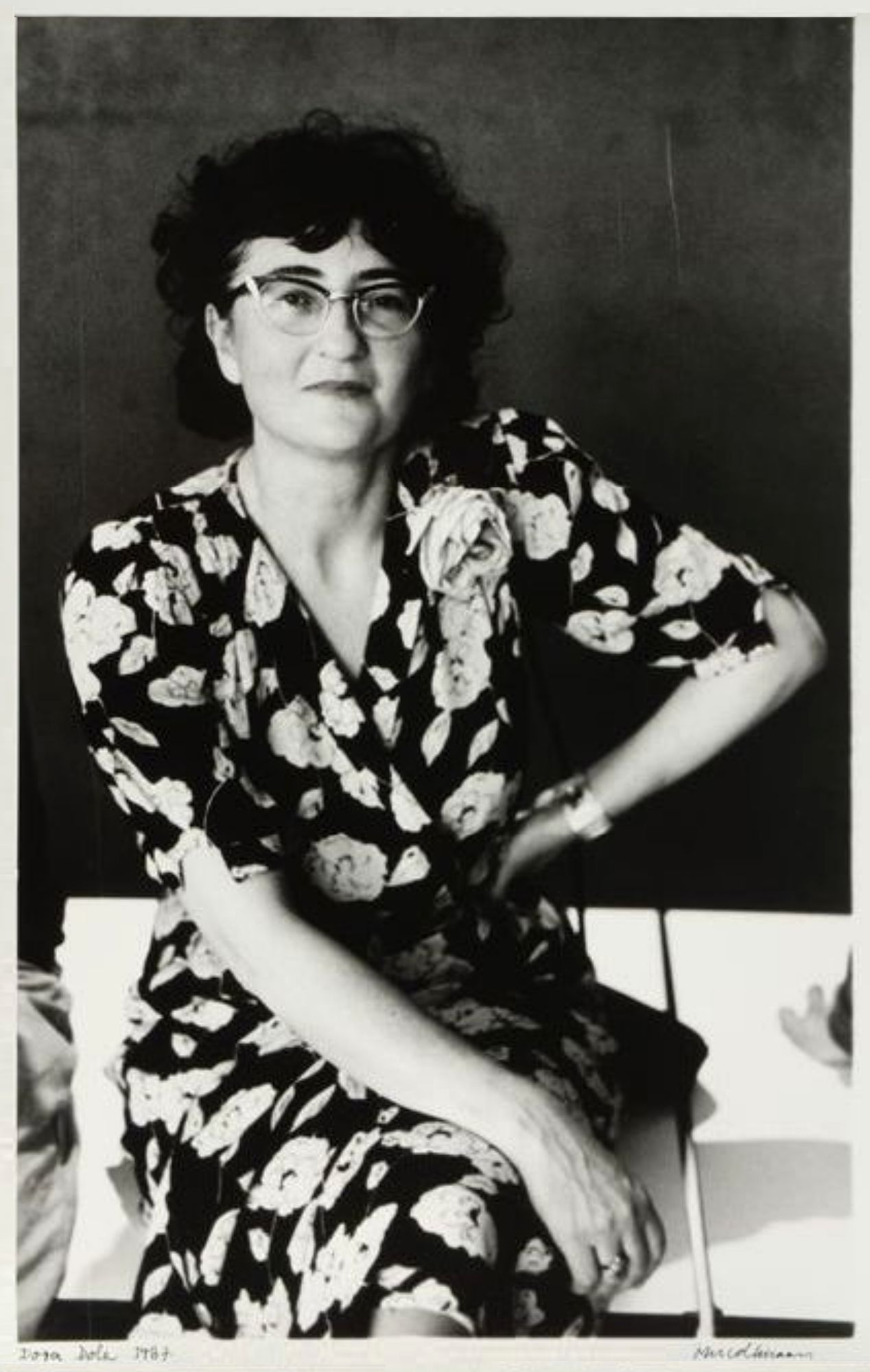
Dora Dolz, 1987

Adoración „Dora“ Dolz Mateo de Herman (* 5. November 1941 in Barcelona; † 1. März 2008 in Rotterdam) war eine spanisch-niederländische bildende Künstlerin, die vor allem für ihre Keramikarbeiten im Freien in Form von Sesseln und Sofas bekannt war.

## Leben
Dora Dolz wurde 1941 in einem Arbeiterviertel von Barcelona geboren. Ihr Vater war Vorarbeiter in einer Tischlerei, der nach dem Bürgerkrieg entlassen wurde und danach einen Flohmarktstand betrieb. Ihre Mutter hatte als Haushaltshilfe gearbeitet. Sie wuchs mit ihren zwei älteren Schwestern, ihrer Großmutter und einer Tante, die bei der Familie lebten, auf. Mit etwa fünf Jahren verbrachte sie ein Jahr bei einer Großtante auf dem Land, die für ihre Entwicklung prägend war. Nach der Grundschule lernte sie Stenografie und Maschinenschreiben und begann im Alter von fünfzehn Jahren als Sekretärin zu arbeiten. Abends nahm sie Zeichenunterricht. Während eines Urlaubs lernte Dora Dolz Bohuslav Herman Stava (* 1939) kennen, einen Peruaner tschechischer Abstammung, der in Madrid Wirtschaftswissenschaften studierte. Sie heirateten etwa 1961 und 1962 wurde ihre Tochter Sonia (* 15. November 1962) in Madrid geboren. Zwischen 1963 und 1965 lebten sie in Peru und Bolivien, wo Dora Dolz Malunterricht nahm. 1965 ließ sich das Paar in Rotterdam nieder, weil Herman Stava bei dem Wirtschaftswissenschaftler Jan Tinbergen promovieren konnte.
In Rotterdam studierte Dora Dolz von 1966 bis 1971 an der „Academie voor Beeldende Kunsten Rotterdam“ (Akademie der Schönen Künste in Rotterdam, heutiger Name Willem de Kooning Academie) bei Kees Franse und Jan Jongert. Ihren Sohn Pedro (* 1969) nahm sie mit zum Unterricht. 1971 schloss sie ihr Studium ab. In den folgenden Jahren malte und zeichnete sie. Zwischen 1973 und 1974  lebte sie aufgrund der Arbeit ihres Mannes mit der Familie in Wien. Ab 1977 arbeitete sie im Studio Struktuur 68 in Den Haag an großen Skulpturen und erhielt zahlreiche Aufträge für ihre Sofas und Sessel im öffentlichen Raum. 1983 begann sie, an der Gerrit Rietveld Academie in Amsterdam und 1987 an der Willem de Kooning Academie Malerei zu unterrichten. Sie stellte regelmäßig in den Niederlanden und im Ausland aus, unternahm Reisen nach Marokko und oft in ihr Heimatland Spanien, wo sie manchmal an traditionellen Prozessionen und katholischen Feiern teilnahm, deren Eindrücke sie in ihre Werke einfließen ließ. Zwischen 1996 und 1998 verbrachte sie Studienzeiten in Glasateliers und Glasbläsereien im englischen Bath, in Murano und Nový Bor in Tschechien und ließ farbenfrohe Glasobjekte nach ihren Entwürfen fertigen. Im Laufe der Jahre arbeitete Dora Dolz in verschiedenen Outdoor-Studios, zuletzt in einem Atelier im Garten ihres Hauses am Rotterdamer Heemraadssingel. Sie starb im März 2008 nach mehrmonatiger Krankheit in Rotterdam.

## Werk
Dora Dolz war als Malerin, Bildhauerin, Glaskünstlerin, Keramikerin und Lithografin tätig. Sie malte hauptsächlich Porträts, Stillleben und Interieurs, später auch Landschaften, zeichnete und gravierte. Ihre Themen bezog sie aus ihrem Umfeld. 1974 malte sie erstmals eine Chaiselongue, ein von da an wiederkehrendes Motiv in ihren Arbeiten neben Vorhang, Fächer, Vase, Melonenscheibe, Welle, Obstschale und Schnecke. Ab 1977 schuf sie in einem Studio in Den Haag große Objekte, die sie mit diesen Motiven versah. 1978 stellte sie ihre erste Chaiselongue aus Keramik her, weitere folgten, aber auch Brunnen und Reliefs in derselben Technik. Die Objekte sind farbenfroh und haben „eine theatralische und humorvolle Qualität“, da sie beabsichtigte, „die niederländischen Straßen und Parks mit diesen Möbeln gegen den weichen Himmel und das regnerische Wetter aufzuhellen“. Im Laufe der Jahre experimentierte Dora Dolz mit verschiedenen Kunstformen und wandte sich ab 1996 auch der Glaskunst zu. Sie entwarf auch farbenfrohe Teppiche. Im Vordergrund stand für sie jedoch immer die Malerei. Ab 2000 nahm sie religiöse Szenen wie die Verkündigung und die Geburt Christi, Themen wie „gefallene Engel“ und die Passion in ihr malerisches Werk auf, wobei Vergänglichkeit das wichtigste Thema  in ihrer Arbeit darstellte.
Dora Dolz war Mitglied verschiedener Künstlervereinigungen und Stiftungen: der Rotterdamse Kunststichting in Rotterdam, der Stichting Beeldrecht, von C.B.K. Rotterdam und Pulchri Studio in Den Haag. Werke von ihr befinden sich unter anderem in der staatlichen Kunstsammlung der Niederlande, im Museum Boijmans Van Beuningen in Rotterdam, dem Stedelijk Museum Schiedam, dem Niederländischen Textilmuseum in Tilburg und dem Museum de Fundatie in Zwolle.
Für ihr künstlerisches Werk wurde sie mehrfach gewürdigt:
- 1984: Prijs Haagse Salon
- 1988: Victorine Heftingprijs

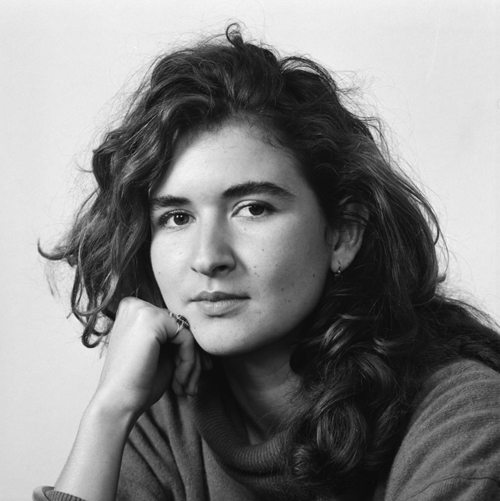
Sonia Herman Dolz, 1986

- 1993: Judith Leyster Prijs für ihr Gesamtwerk
- 2006: Jeanne Oosting Prijs für Malerei aufgrund „ihrer künstlerischen Qualität“ und „der Dynamik und Entwicklung dieses einzigartigen Gesamtwerks“
- 2008: Wolfert van Borselenpenning der Stadt Rotterdam[1][2]

Sonia Herman Dolz, die Tochter von Dora Dolz, wurde Filmemacherin, Drehbuchautorin und Dokumentarfilmerin, die 1993 mit ihrem Dokumentarfilm Romance de Valentía über den spanischen Stierkampf internationale Bekanntheit erlangte. Sie drehte 2006 den Dokumentarfilm Portrait of Dora Dolz über ihre Mutter, der 2006 auf dem Niederländischen Filmfestival gezeigt wurde.

## Werke im öffentlichen Raum (Auswahl)
- Houten appel, Capelle aan den IJssel
- Wandmozaïek, „Beelden Universitair Medisch Centrum“, Poortweg, Groningen
- Vloerplastiek, Poortweg, Groningen
- Klokkenstoel, Tiel
- Vanitas, Rodenburglaan, Wassenaar
- Pagode Catalana, Het Spaarne, Haarlem
- Chaise Longue, Park in Rotterdam
- Bank, Prinses Beatrixpark, Schiedam
- Chaise Longue Schouwburgpromenade, Tilburg
- Sessel, ’s-Gravendijkwal/Rochussenstraat, Rotterdam
- Fauteuili, Hildegardisstraat, Rotterdam Noord
- Sofa, Pijnacker-Nootdorp
- Feuteuil, Heemraadsingel/Beukelsdijk, Rotterdam

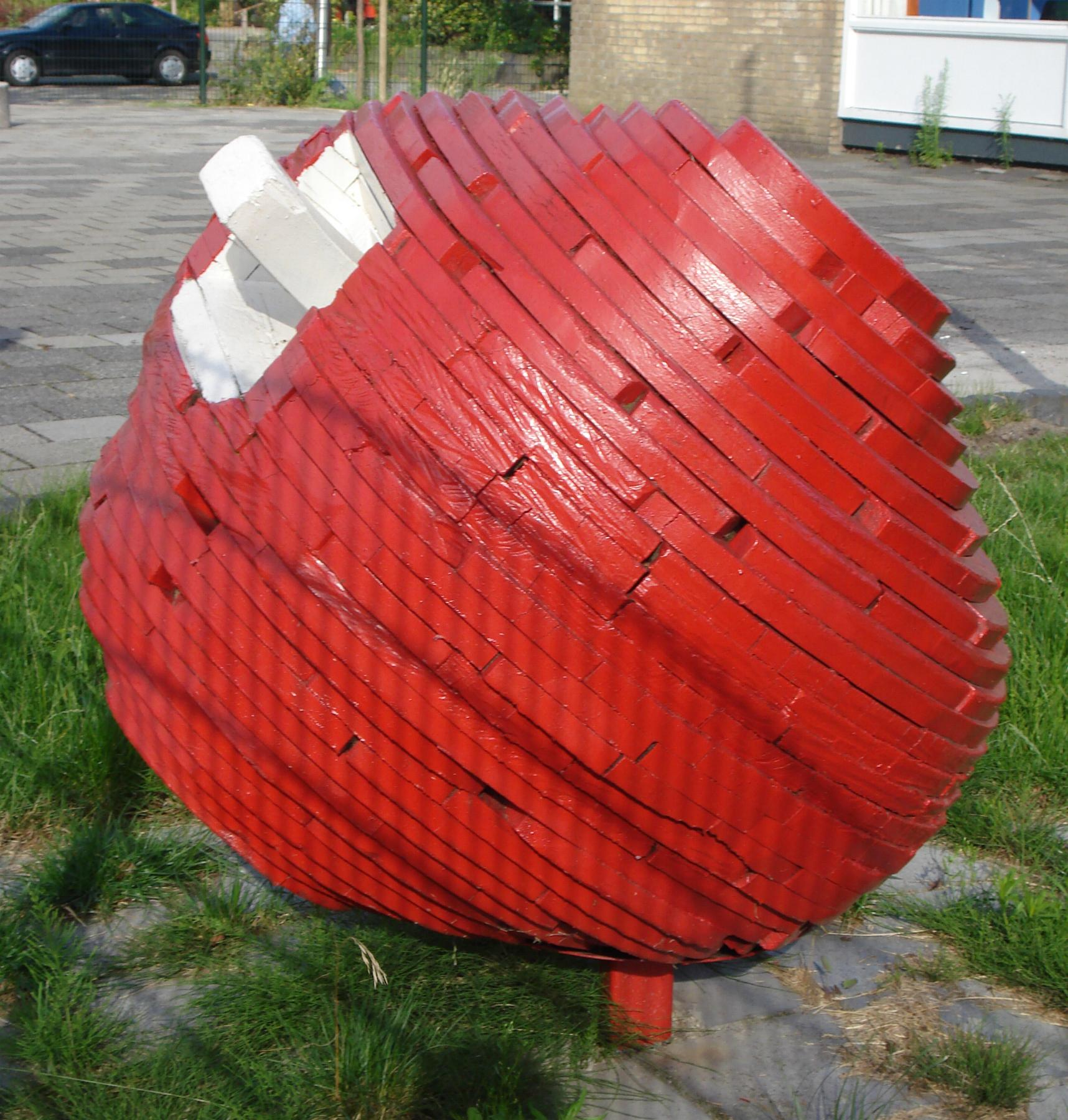
Houten appel
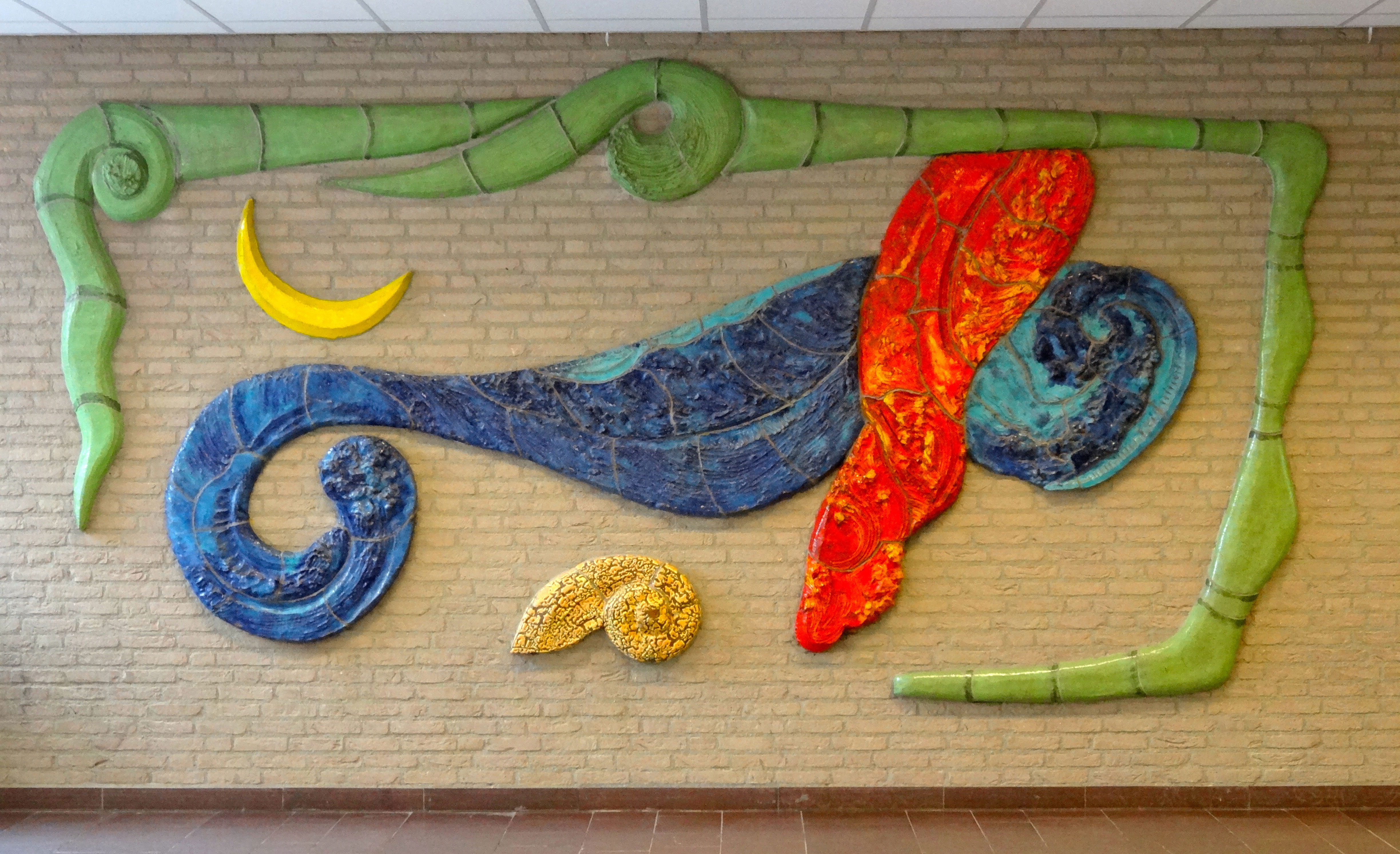
Wandmozaïek
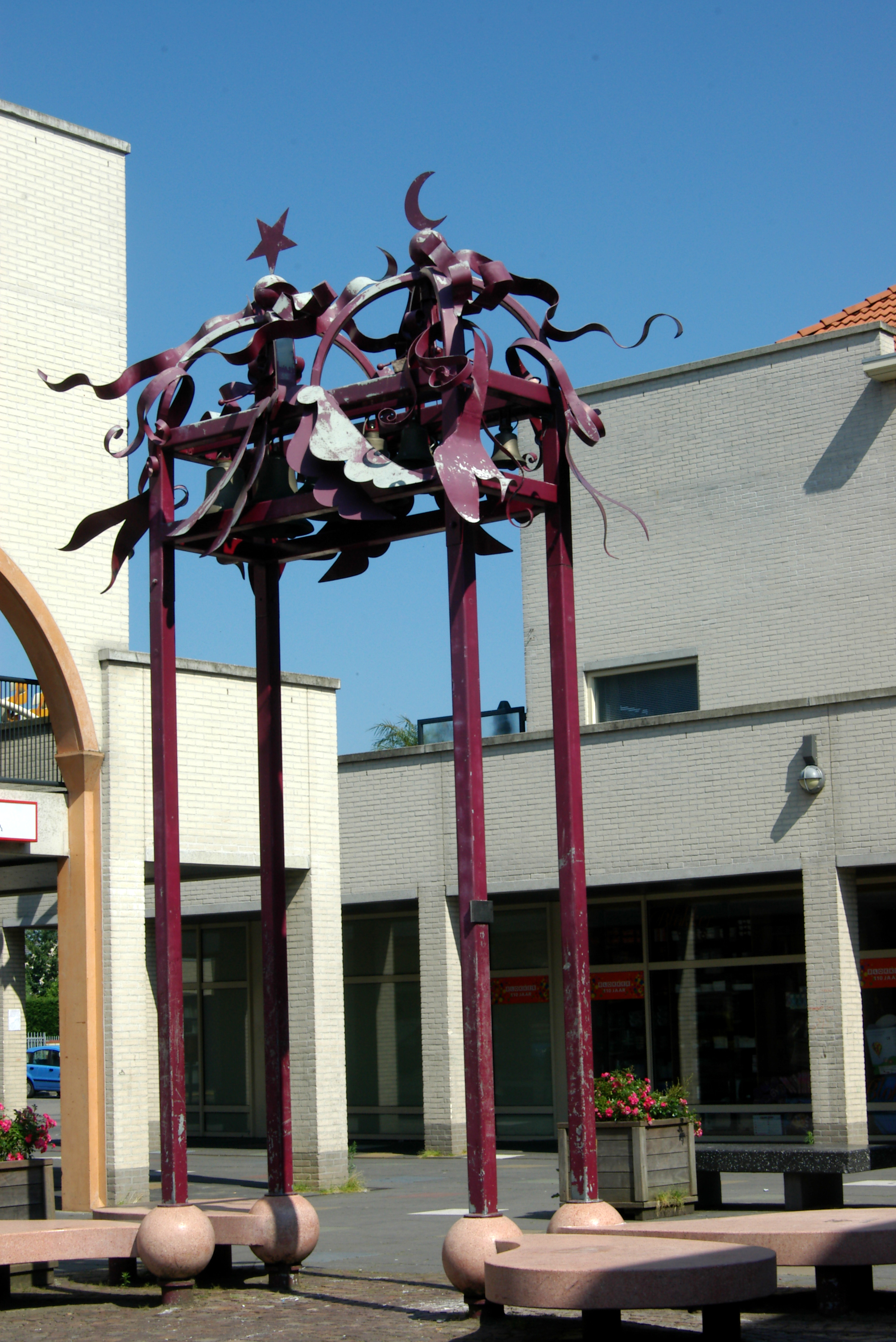
Klokkenstoel
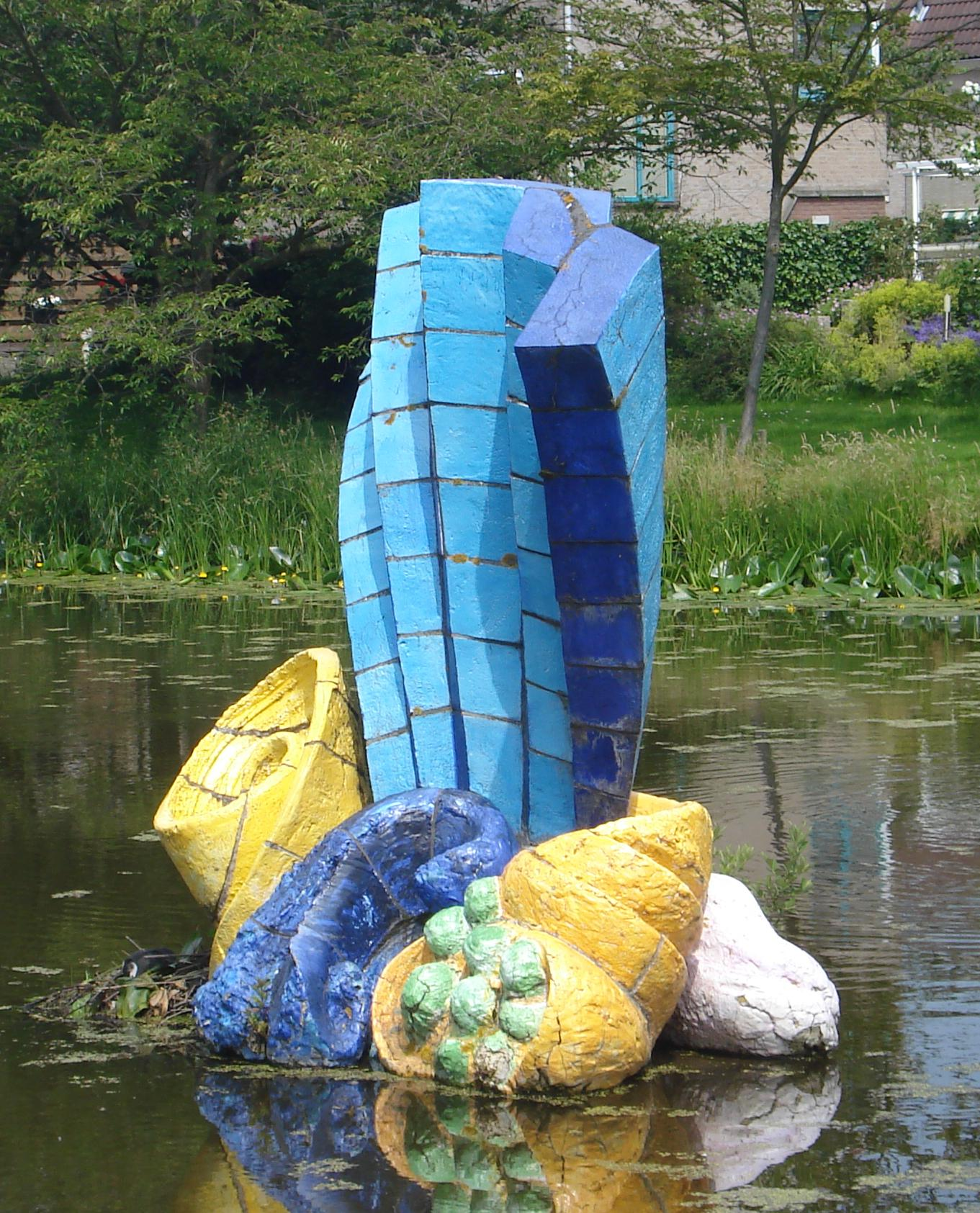
Vanitas
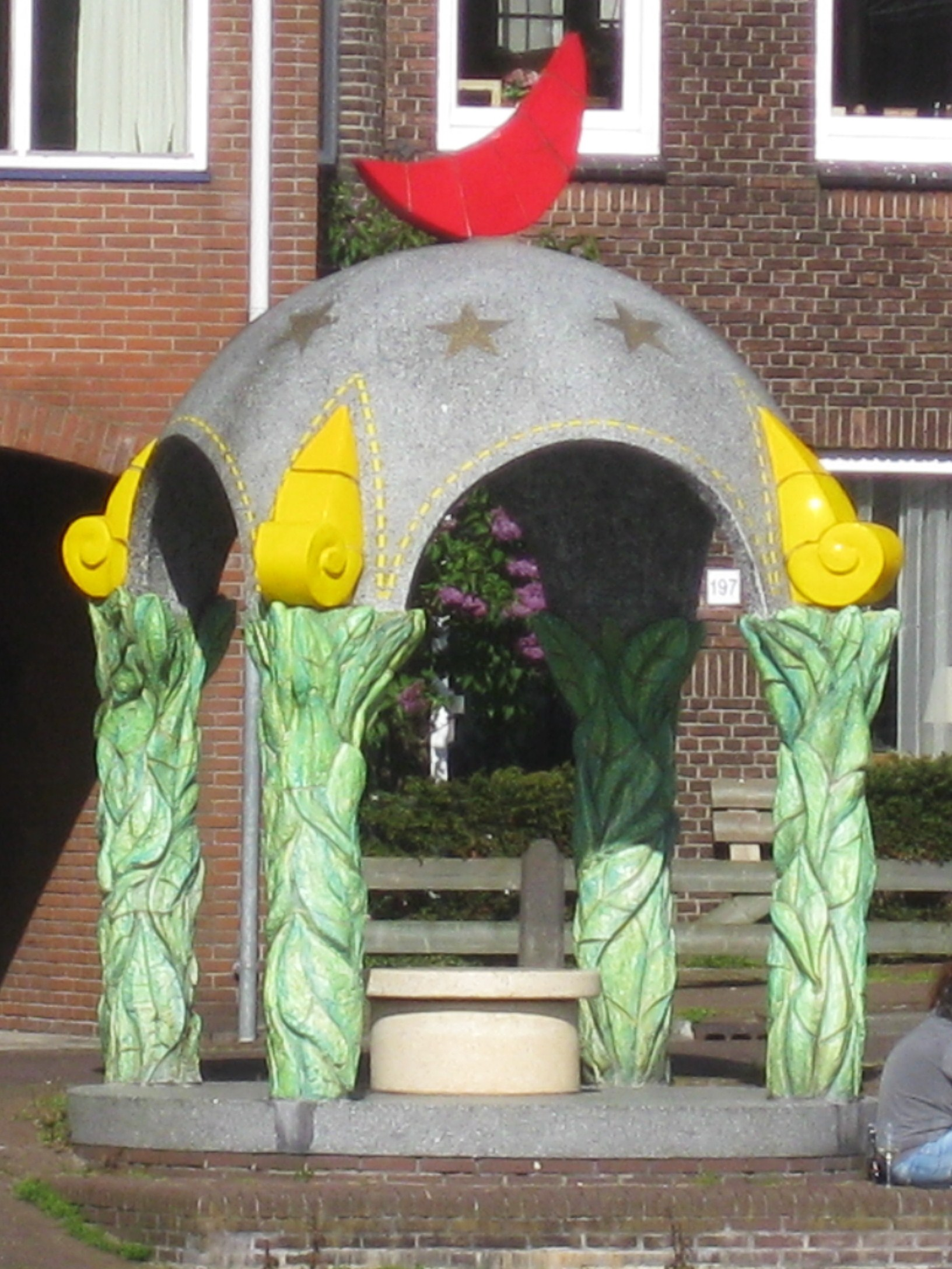
Pagode Catalana
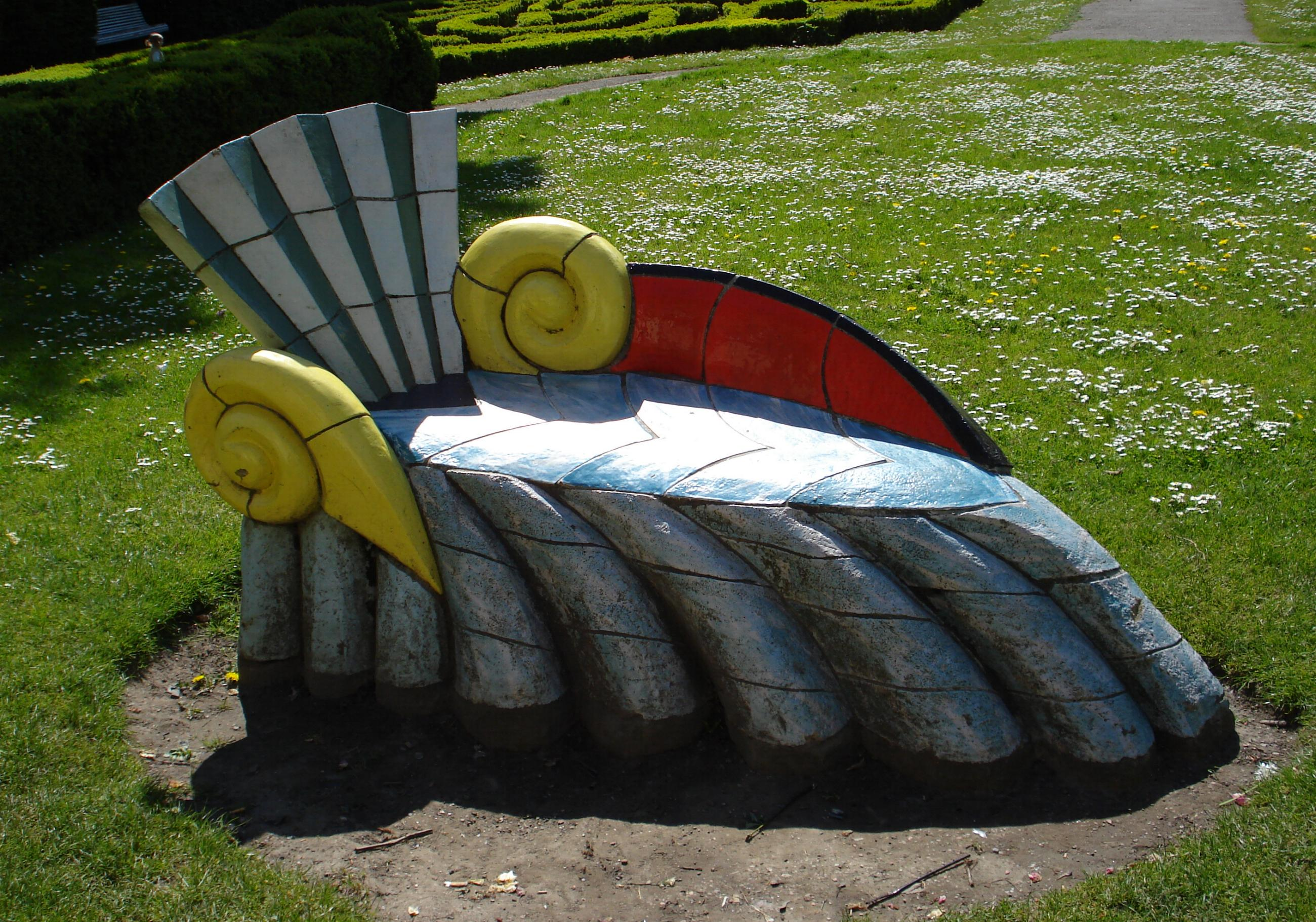
Chaise Longue, Rotterdam
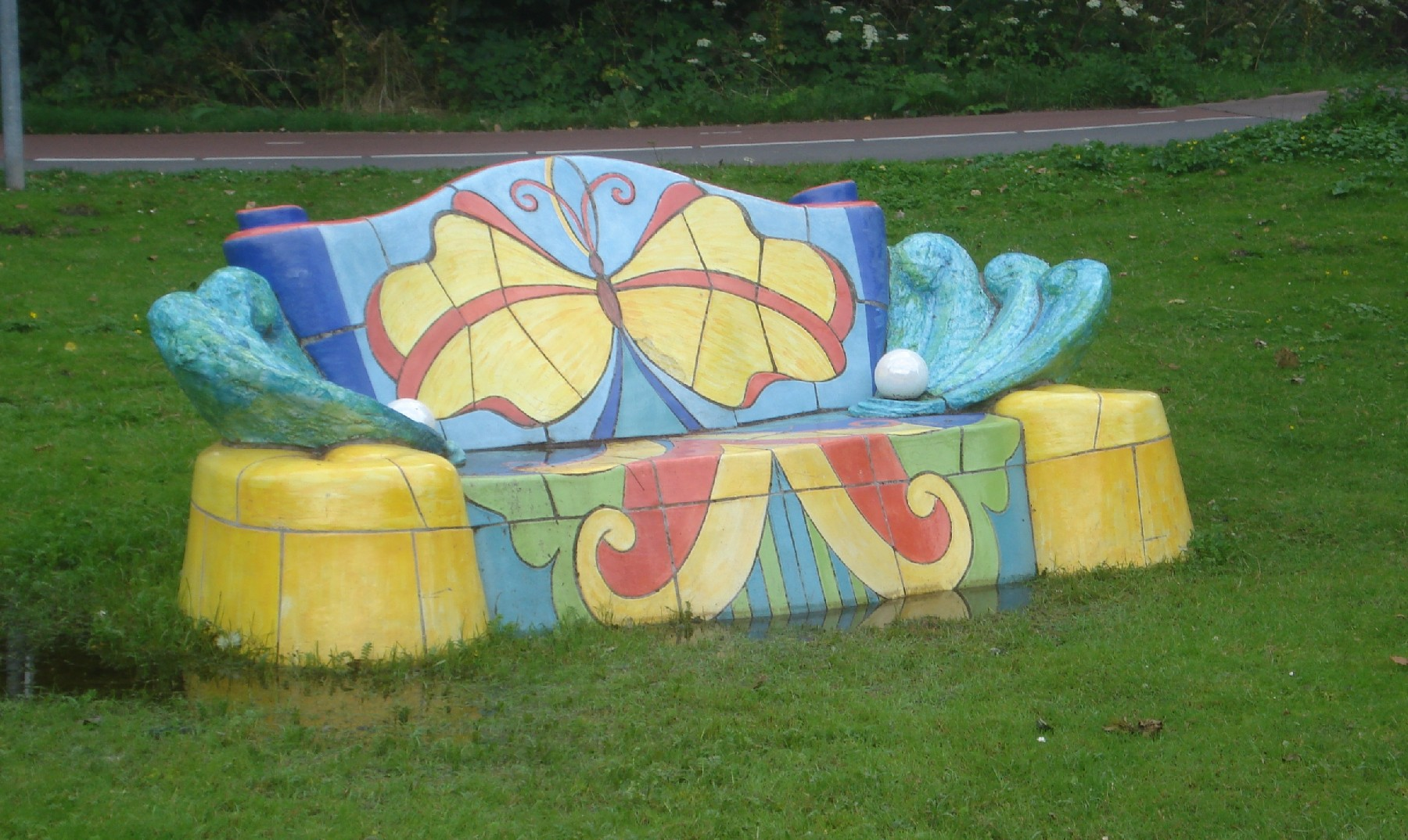
Bank, Schiedam
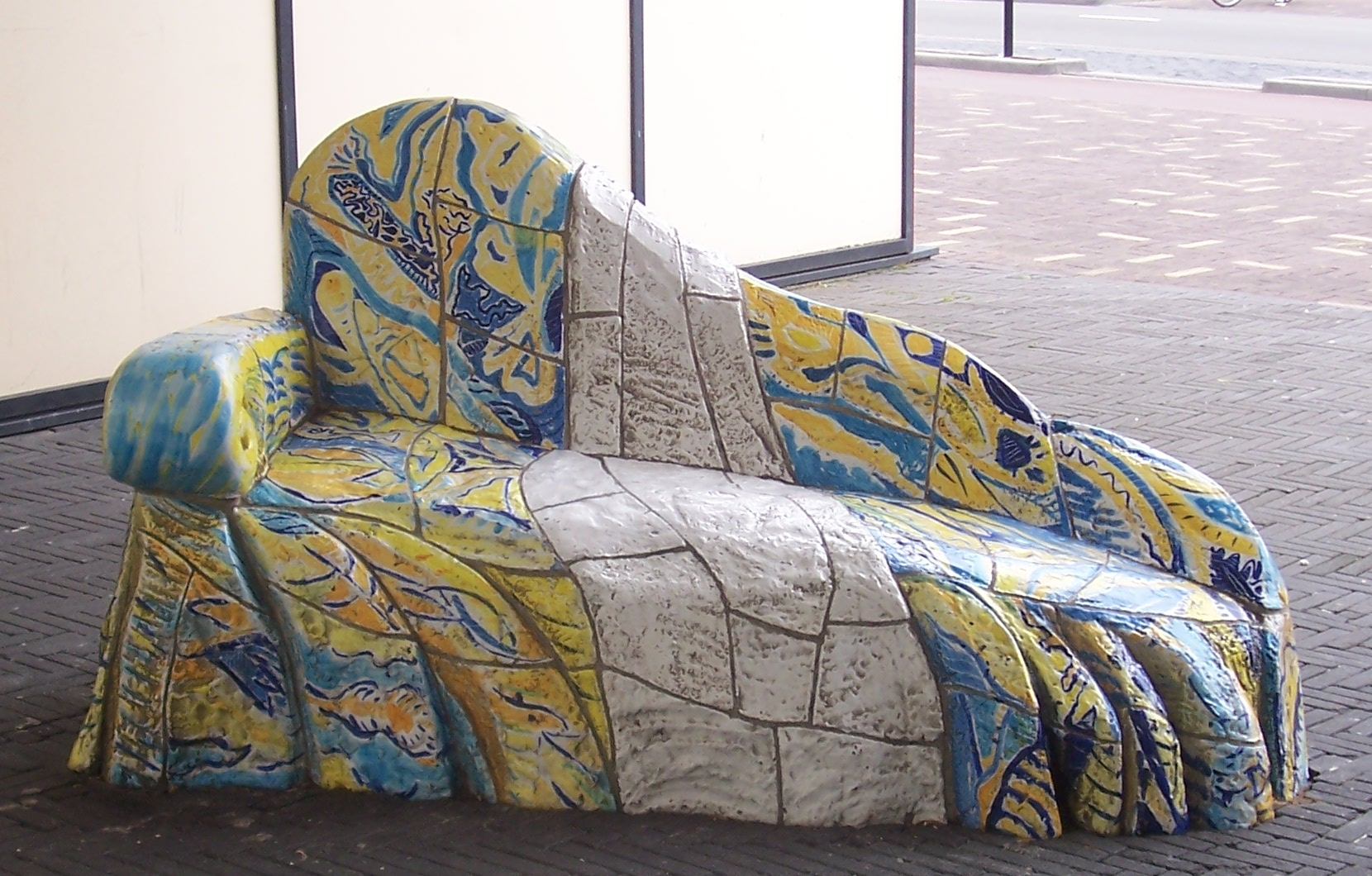
Chaise Longue, Tilburg
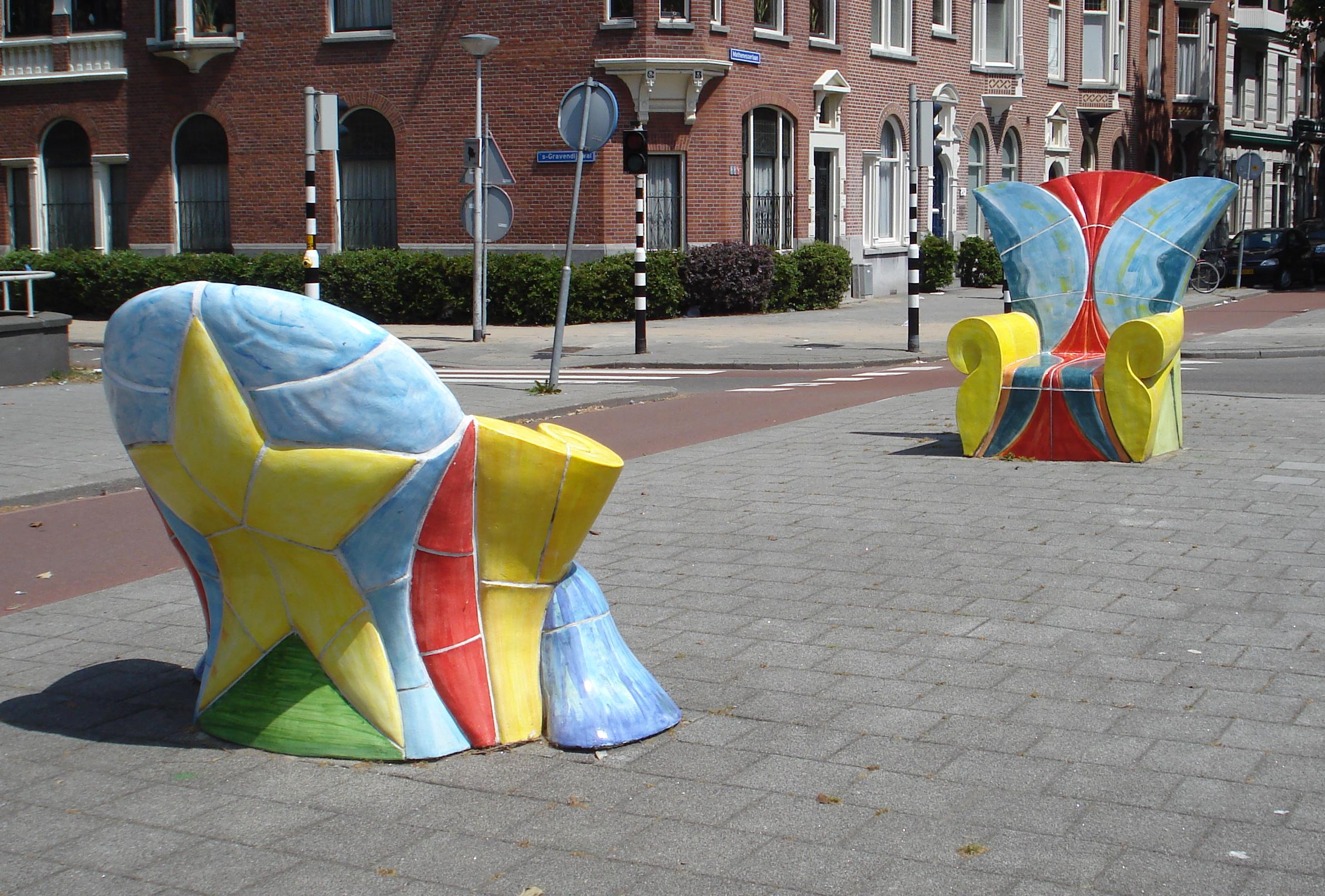
Sessel, Rotterdam
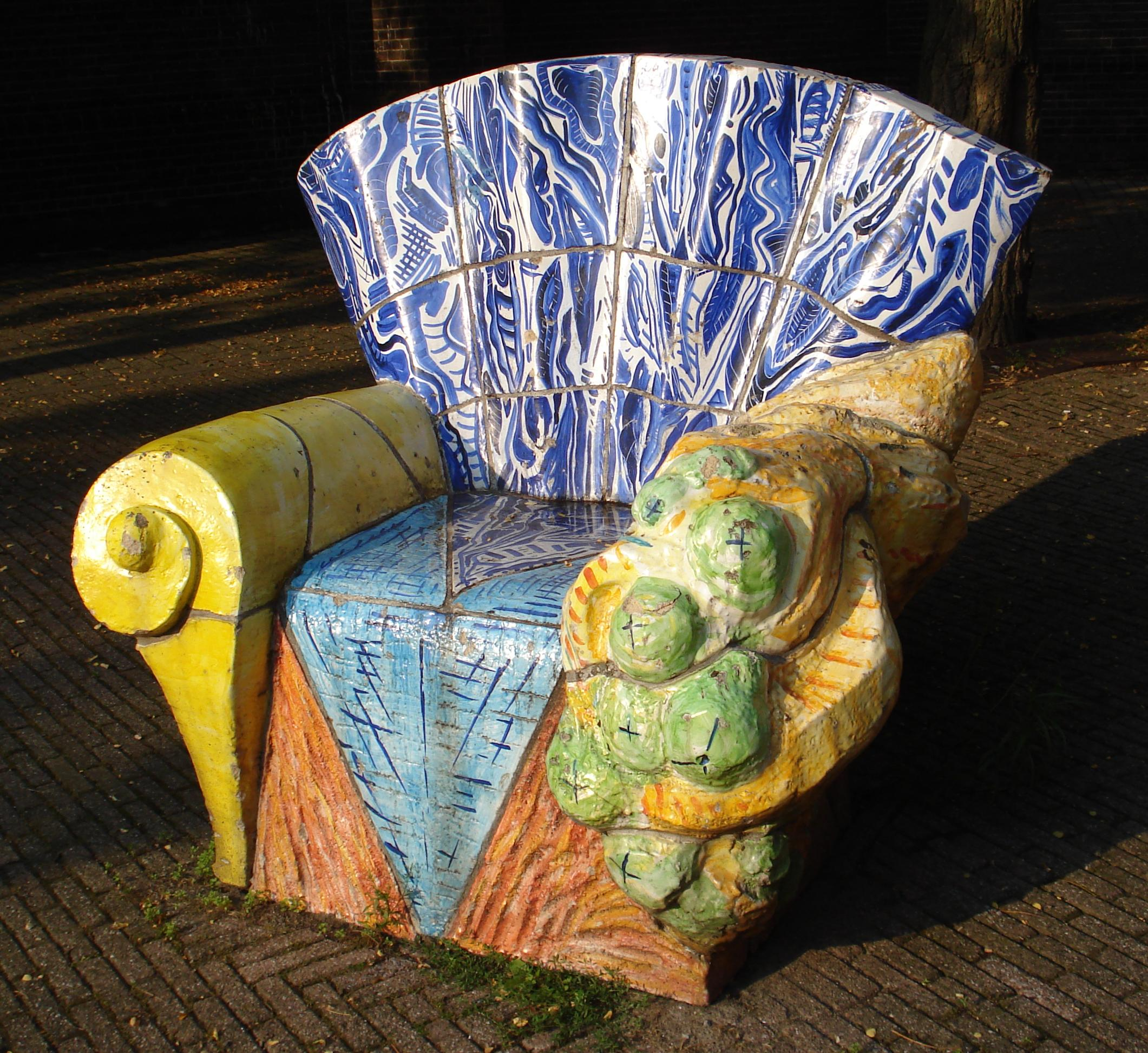
Fauteuili, Rotterdam

## Ausstellungen (Auswahl)
- 1972: erste Einzelausstellung, Rathaus, Schoonhoven[2]
- 1973: Gallery 't Venster, Rotterdam[5]
- 1982: Nieuwe Kerk, Amsterdam
- 1982: Salon van de Maassteden, Stedelijk Museum Schiedam
- 1984: Nieuwe Haagse Salon, Den Haag
- 1985: Een keuze uit de verzameling van Museum van Bommel-van Dam, Museum van Bommel van Dam, Venlo
- 1986: Nieuwe Haagse Salon, Den Haag
- 1987: Leda en de Zwaan, Gallery De lachende Koe, Rotterdam[6]
- 1990: Kunst en zitwerk, Schloss Zeist, Zeist
- 1992: Museum Het Kruithuis, ’s-Hertogenbosch
- 1992: Keramisch werk en schilderijen van Dora Dolz, Noordbrabants Museum, ’s-Hertogenbosch[7]

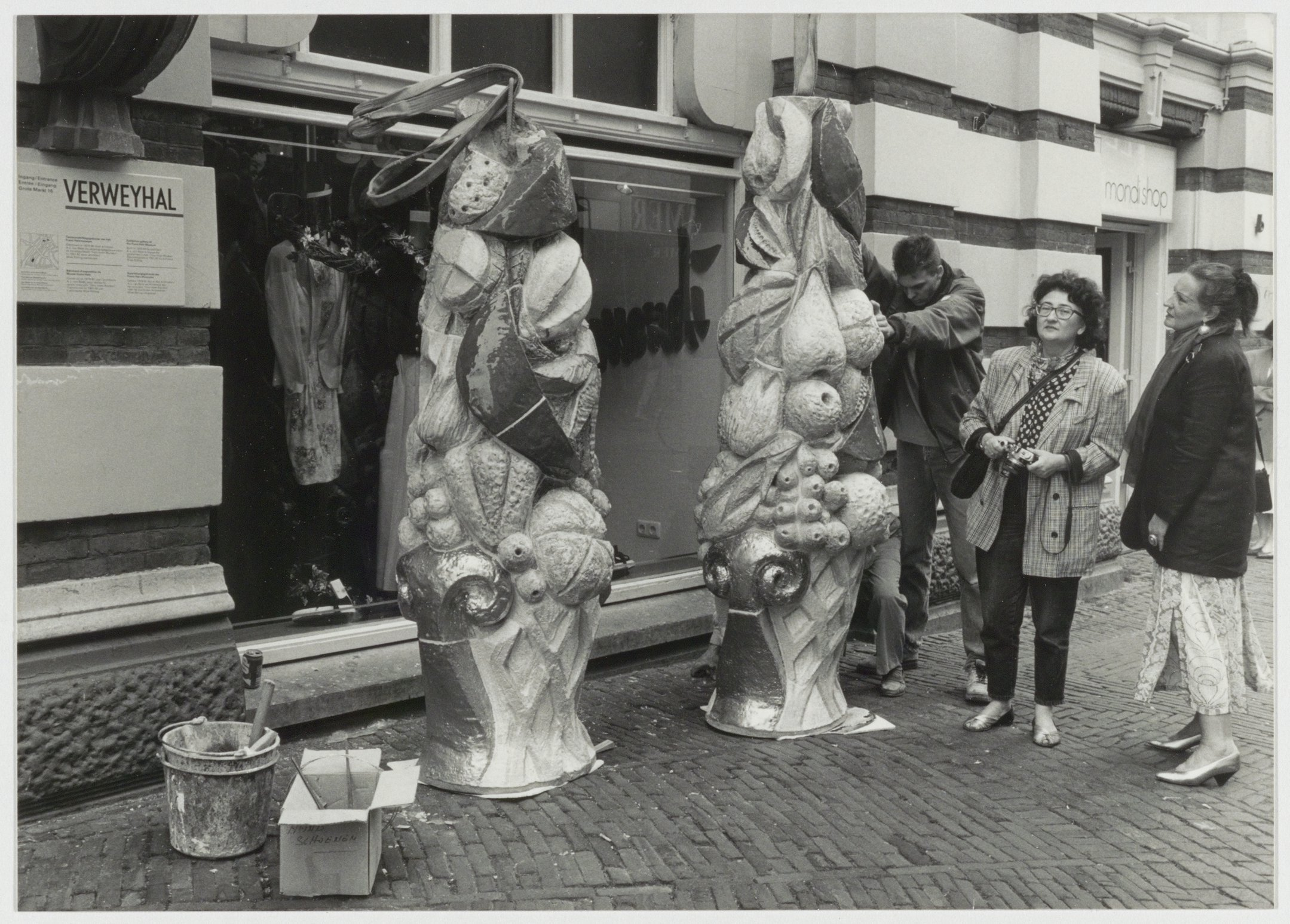
Dora Dolz 1993 bei der Aufstellung von Fata Morgana, Verweyhal, Museum De Hallen, Frans Hals Museum, Haarlem

- 1993: Dora Dolz ‘luchtspiegelingen, beloften en herinneringen’, Einzelausstellung, Frans Hals Museum, Haarlem
- 1994: Kunst aan Bod, Museum Singer Laren
- 1999: Schilderijen, Einzelausstellung, Seasons Galleries, Den Haag
- 2001: Dora Dolz, Einzelausstellung, Bergkirche Deventer, Deventer
- 2001: Dora Dolz, Einzelausstellung, Hannema de Stuers Fundatie Heino, Museum de Fundatie, Heino
- 2002: Home made Holland: how craft and design mix, Crafts Council Gallery, London
- 2005: Religie in de Hedendaagse Kunst, Gorcums Museum, Gorinchem
- 2006: Jeanne Oosting Prijs 2006: Dora Dolz, Henri de Haas, Arti et Amicitiae, Amsterdam
- 2006: De Nieuwe Garde & Jonge Gasten, Museum Jan van der Togt, Amstelveen
- 2007: ¿Adónde vas?, Retrospektivausstellung, Museum Boijmans Van Beuningen, Rotterdam.[8][9]